# مورتس شتوبلكامب
مورتس شتوبلكامب (بالألمانية: Moritz Stoppelkamp) (11 ديسمبر 1986 بدويسبورغ في ألمانيا - ) هو لاعب كرة قدم ألماني في مركز الوسط. شارك مع منتخب ألمانيا تحت 20 سنة لكرة القدم. أما مع النوادي، فقد لعب مع بادربورن 07 وروت فايس أوبرهاوزن وروت فايس إيسن وميونخ 1860 ونادي كارلسروه وهانوفر 96 وFC Rot-Weiß Erfurt ‏.

## وصلات خارجية
- مورتس شتوبلكامب على موقع قاعدة بيانات كرة القدم.إي يو (الإنجليزية)
- مورتس شتوبلكامب على موقع بيانات كرة القدم. دي إي (الألمانية)
- مورتس شتوبلكامب على موقع Soccerbase.com (لاعب) (الإنجليزية)
- مورتس شتوبلكامب على موقع Soccerway.com (الإنجليزية)
- مورتس شتوبلكامب على موقع عالم كرة القدم.نت (الإنجليزية)
- مورتس شتوبلكامب على موقع AS.com (الإسبانية)